# Назим, Салим
Салим Назим (англ. Saleem Nazim; 1 января 1955 — 7 мая 2025, Фейсалабад, Пенджаб) — пакистанский хоккеист (хоккей на траве), полевой игрок. Бронзовый призёр летних Олимпийских игр 1976 года.

## Биография
Салим Назим родился 1 января 1955 года.
В 1974 году в составе сборной Пакистана завоевал золотую медаль хоккейного турнира летних Азиатских игр в Тегеране.
В 1976 году вошёл в состав сборной Пакистана по хоккею на траве на летних Олимпийских играх в Монреале и завоевал бронзовую медаль. Играл в поле, провёл 6 матчей, мячей не забивал.
В 1974—1976 годах провёл за сборную Пакистана 22 матча, забил 1 мяч.
Скончался 7 мая 2025 года. На следующий день был похоронен на кладбище Гулам Мухаммадабад в Фейсалабаде.